# Recteur d'académie en France
Pour les articles homonymes, voir Recteur.
En France, un recteur d'académie, féminisé rectrice,, est un haut fonctionnaire responsable d'une académie, et dans certains cas d'une région académique, circonscription administrative propre à l'Éducation nationale et à l'Enseignement supérieur.
La fonction de recteur a été fondée par le décret de Napoléon Ier du 17 mars 1808 qui prévoit la composition en académies de l'Université impériale. Ce décret fait suite à la loi du 10 mai 1806, qui disposait dans son premier article : "Il sera formé sous le nom d’Université impériale un corps chargé exclusivement de l'enseignement et de l’éducation publique dans tout l'Empire", créant ainsi une "exception française".

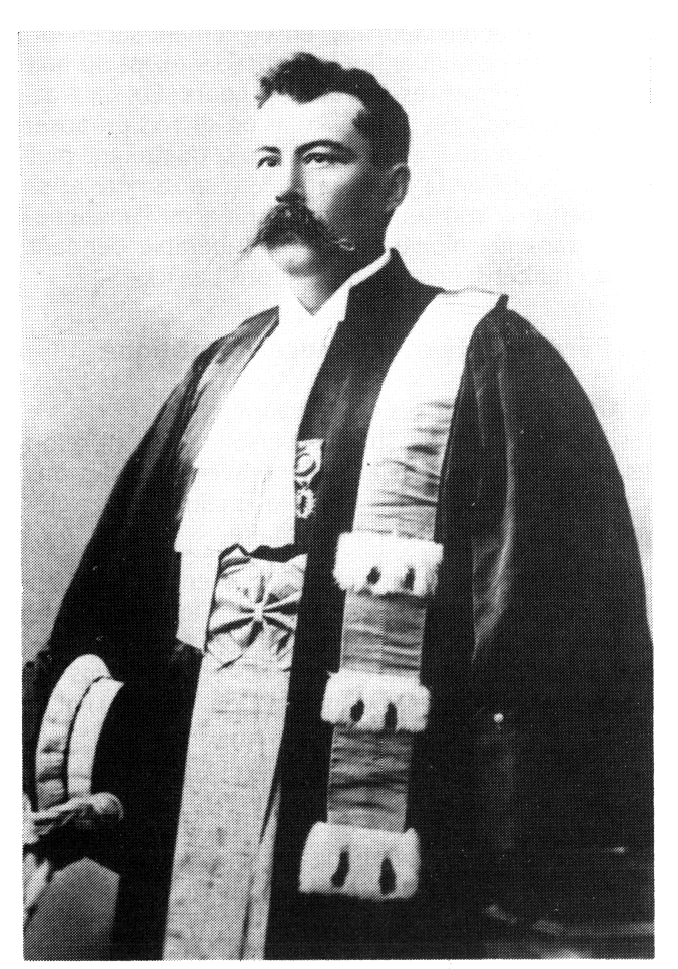
Édouard Ardaillon en recteur d'académie

Les recteurs sont nommés par décret du président de la République en conseil des ministres. Ils exercent dans leur académie les missions relatives au contenu et à l'organisation de l'action éducatrice et représentent  le ministre chargé de l'Éducation nationale au sein de l'académie et des départements qui la constituent.

## Nomination
Devant historiquement être titulaires de la plus haute qualification universitaire, hier le doctorat (1852), aujourd'hui l'habilitation à diriger des recherches, les recteurs sont à l’origine uniquement des professeurs des universités. Depuis un décret du 29 juillet 2010, des exceptions sont possibles pour 40 % des postes : un recteur n'a plus à être obligatoirement titulaire d'un doctorat.
Au maximum douze recteurs sur trente peuvent donc être nommés sans être titulaires du doctorat ; dans ce cas, sauf s'ils ont été pendant trois ans directeurs d'administration centrale, l'article R.* 222-13 du Code de l'éducation prévoit que leur aptitude à exercer les fonctions est appréciée par une commission présidée par un conseiller d'État désigné par le Conseil d'État et comprenant un conseiller à la Cour des comptes, un recteur en fonction, un ancien recteur, le directeur général de l'administration et de la fonction publique et le secrétaire général du ministère de l'éducation nationale : un arrêté ministériel du 29 janvier 2016 a désigné cette commission.

## Compétences
La fonction de recteur telle qu’elle existe en France est une exception, puisque le recteur est presque toujours, dans les pays étrangers, le président élu de son université. En France, le recteur est en effet le représentant direct du pouvoir central au sein d’un espace géographique particulier, l’académie, qui regroupe plusieurs départements et plusieurs universités. Jean-François Condette parle ainsi d'une "exception française pérennisée" dans son ouvrage Les Recteurs : Deux siècles d'engagement pour l'Ecole (1808-2008).
Le recteur dispose de larges pouvoirs d'organisation des moyens administratifs, d'enseignement, d'éducation et d'orientation qui lui sont attribués. Il coordonne l'ensemble des degrés d'enseignement, ce qui lui donne compétence de la maternelle à l'université. Il exerce son autorité sur l'ensemble du personnel d'État des établissements d'enseignement (écoles, collèges, lycées, CFA, universités, etc.) et de services (rectorat, direction académique, CIO…) placés sous sa tutelle. D'autres personnels sont sous la responsabilité des collectivités territoriales.
Les recteurs d'académie et les recteurs délégués à l’enseignement supérieur, à la recherche et à l’innovation dirigent la politique éducative dans l'académie de leur ressort, sous l'autorité des ministres chargés de l'Éducation et de l'Enseignement supérieur. Ils ont autorité sur les trois degrés d'enseignement : primaire, secondaire et supérieur, et donc sur l'ensemble du personnel affecté dans les établissements d'enseignement et de services relevant de ses attributions.
En plus d'une administration rectorale propre, basée dans la ville siège du rectorat, le recteur dispose de services déconcentrés, à raison d'un par département, placées sous l'autorité d'un directeur académique des services de l'Éducation nationale (DASEN).
Le recteur détermine, met en œuvre et contrôle l'ensemble de la politique académique conformément aux directives du ministre. En retour, il renseigne le ministre sur la situation de son académie et la manière dont sont accueillies les diverses mesures prises.
En 2013, dans une étude historique et juridique intitulée « Le recteur et son académie », Patrick Gérard, ancien recteur de l'académie de Paris, souligne notamment que « le recteur ne peut se désintéresser d'autres politiques susceptibles de concerner son secteur et gérées sous l'autorité des préfets (sécurité, jeunesse, handicap, sports, politique de la ville, action culturelle, santé, emploi, sécurité routière, droits des femmes, investissements de l'État, recherche) ». Le même auteur, par ailleurs conseiller d'État, estime que la réforme du « millefeuille territorial », engagée par le gouvernement Manuel Valls, et plus particulièrement la réduction du nombre des régions en 2016, devrait conduire à revoir la carte des 26 académies de métropole. En 2021, le recteur Pascal Jan dans une analyse plus juridique « Le recteur : un haut fonctionnaire au service de la stratégie pédagogique » montre la centralité du recteur dans l"animation des politiques publiques éducatives, notamment au moyen de ses possibilités d'expérimentations et de mise en place de dispositifs innovants dans une logique de complémentarité des politiques nationales en matière d'éducation. À la fois « pilote », « stratège » et « pédagogue » dans l'action menée dans son académie, le recteur dispose des outils pour inscrire l'action éducative au coeur du développement de son territoire.
La première femme en France à avoir été nommée recteur d'académie est Alice Saunier-Seïté en 1973 à l'académie de Reims.

## Fonction de recteur de région académique
Depuis le 1er janvier 2016, a été créée une région académique correspondant à chaque région. Dans chaque région académique, un recteur de région académique est désigné parmi les recteurs de la région. Il dispose de pouvoirs propres et garantit l'unité et la cohérence de la parole de l'État dans les champs de compétence intéressant la région. Il exerce les fonctions de chancelier des universités. Il est l'interlocuteur unique du conseil régional et du préfet de région. Dans les neuf régions comprenant plusieurs académies, le recteur de région académique préside un comité régional académique où siègent les autres recteurs de la région : cette instance permet d'harmoniser les politiques publiques de l'éducation nationale, de la recherche et de l'enseignement supérieur menées dans la région. Les recteurs d'académie demeurent responsables de l'organisation des services de l'éducation nationale dans leur académie, en cohérence avec les décisions prises en comité régional académique.

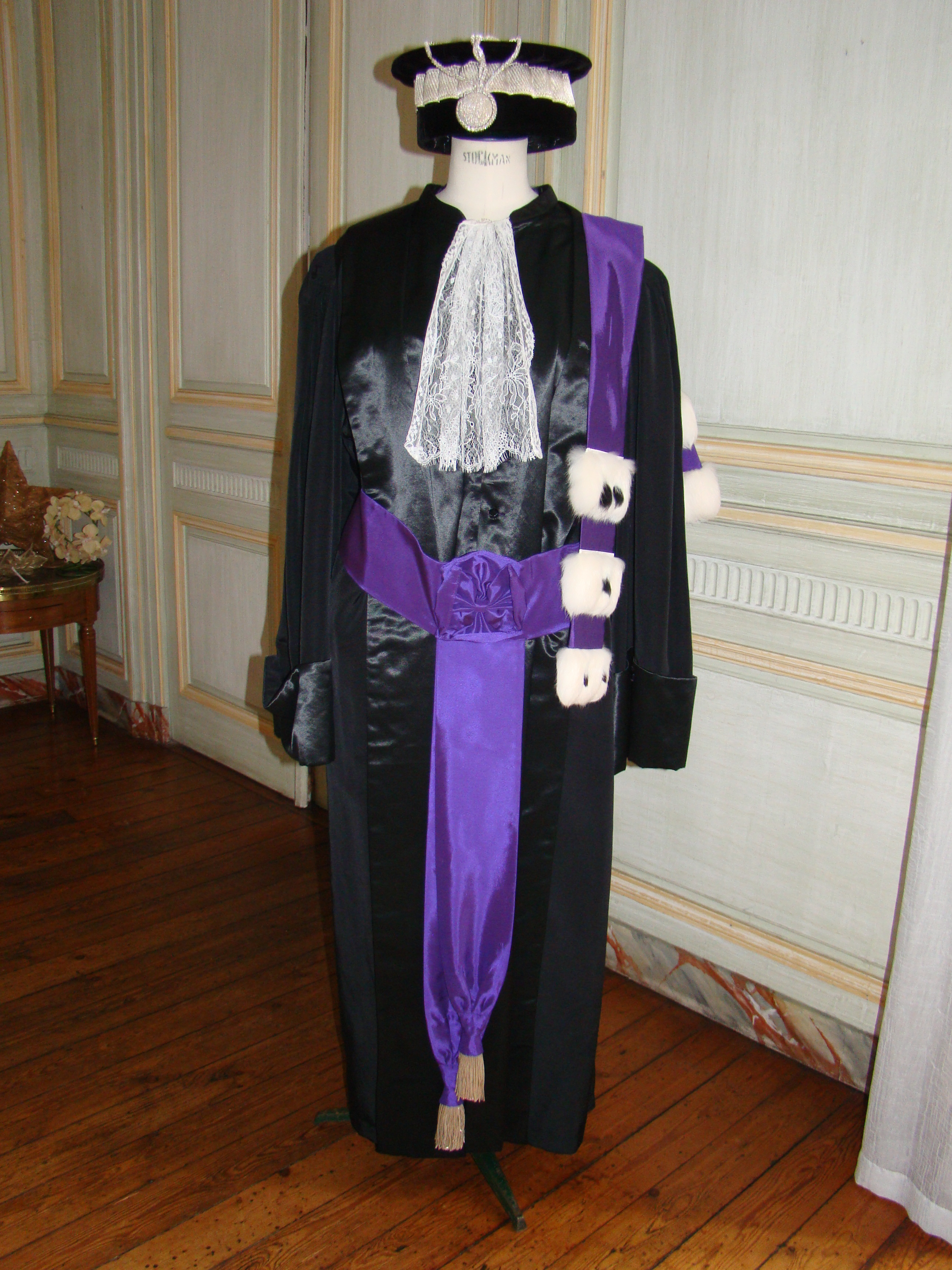
Toge de recteur ou rectrice d'académie.

Ce sont donc les recteurs des neuf régions métropolitaines comprenant plusieurs académies : celles des académies d'Aix-Marseille, Besançon, Bordeaux, Caen, Lille, Lyon, Montpellier, Nancy-Metz et Paris; plus les cinq recteurs des Outre-mer avec Mayotte, La Réunion, Guyane, Martinique et Guadeloupe. Ces recteurs sont chargés de la nouvelle organisation à mettre en place au 1er janvier 2016.

## Toge de recteur
L'histoire de la toge est intimement liée à la fonction historique des recteurs et à l’Université impériale.
Il s’agit d’une robe universitaire, portée par le Chancelier des universités, tel que défini par le décret du 31 juillet 1809 « concernant le costume des membres de l’Université ».